# 김군수
김군수(金君綏, ?~?)는 고려 후기의 문신으로 병마부사, 좌간의대부, 서북면병마사 등을 역임했다. 김부식의 손자로 잘 알려져 있다. 본관은 경주(慶州), 호는 설당(雪堂)이다. 

## 생애
할아버지는 김부식이고, 아버지는 김돈중이다. 명종 때 과거에 장원으로 급제하였다. 직한림원을 거쳐, 고종 초기에 시랑으로 임명됐다.
그때 조정의 관리들이 지방으로 출장하면 백성들의 고혈을 긁어먹는 자가 있어서 백성들의 원망이 많았다. 그러자 김군수 등 11명은 각 도의 찰방사(察訪使)에 임명되어 민정을 시찰하게 하였으나, 거란족의 침입으로 그 임무를 제대로 수행할 겨를이 없었다.
김군수는 좌간의대부에 임명됐다가 조충의 후임 서북면 병마사로 부임하였다. 재물에 청백하고 백성들을 사랑한다는 칭찬을 받았다.
1218년 거란병이 침입 하여 숙주(肅州) ·영청(永靑) 등지에서 들어오자 김군수는 각 성의 병정들을 인솔하고 적을 직접 공격하여 430명의 목을 베고 21명을 생포하였으며 말 50필을 사로잡았다.
의주에서 한순(韓恂) ·다지(多智) 등이 모반했을 때 김군수는 그대로 중군병마사를 맡으면서 묘계로서 적을 토벌하여 한순과 다지를 죽여 반란을 진압하고, 그들의 목을 베어 도성으로 보냈다. 그러나 이에 앞서 병마사 김취려(金就礪)에게 보고하지 않았다가 체포되고 감금되었다.
녹사 노인수(盧仁綏)와 사감이 있었는데, 그의 참소로 한남으로 유배되었다.
그는 시문(詩文)에 뛰어날 뿐만 아니라 대나무를 잘 그린 것으로도 유명하였다.

## 가계
자녀는 공식 기록에 나타나지 않으나, 그의 자손이 생존하고 있는가 여부는 미상이다.
- 고조부 : 김원충(金元冲)
  - 증조부 : 김근(金覲)
    - 조부 : 김부식(金富軾)
    - 종조부 : 김부필(金富弼)
    - 종조부 : 김부일(金富佾)
    - 종조부 : 김부의(金富義)
      - 아버지 : 김돈중(金敦中, 1119 ~ 1170년, 살해당함)
      - 숙부 : 김돈시(金敦時, 1120 ~ 1170년, 살해당함)

## 김군수이 등장한 작품
- 《무인시대》 KBS 드라마, 2003년~2004년, 배우 : 신원균

## 작품
- 보조국사비명(普照國師碑銘), 전라남도 순천 소재

## 같이 보기
- 김부식
- 김돈중
- 김돈시
- 김근